# 蘇爾杜利察

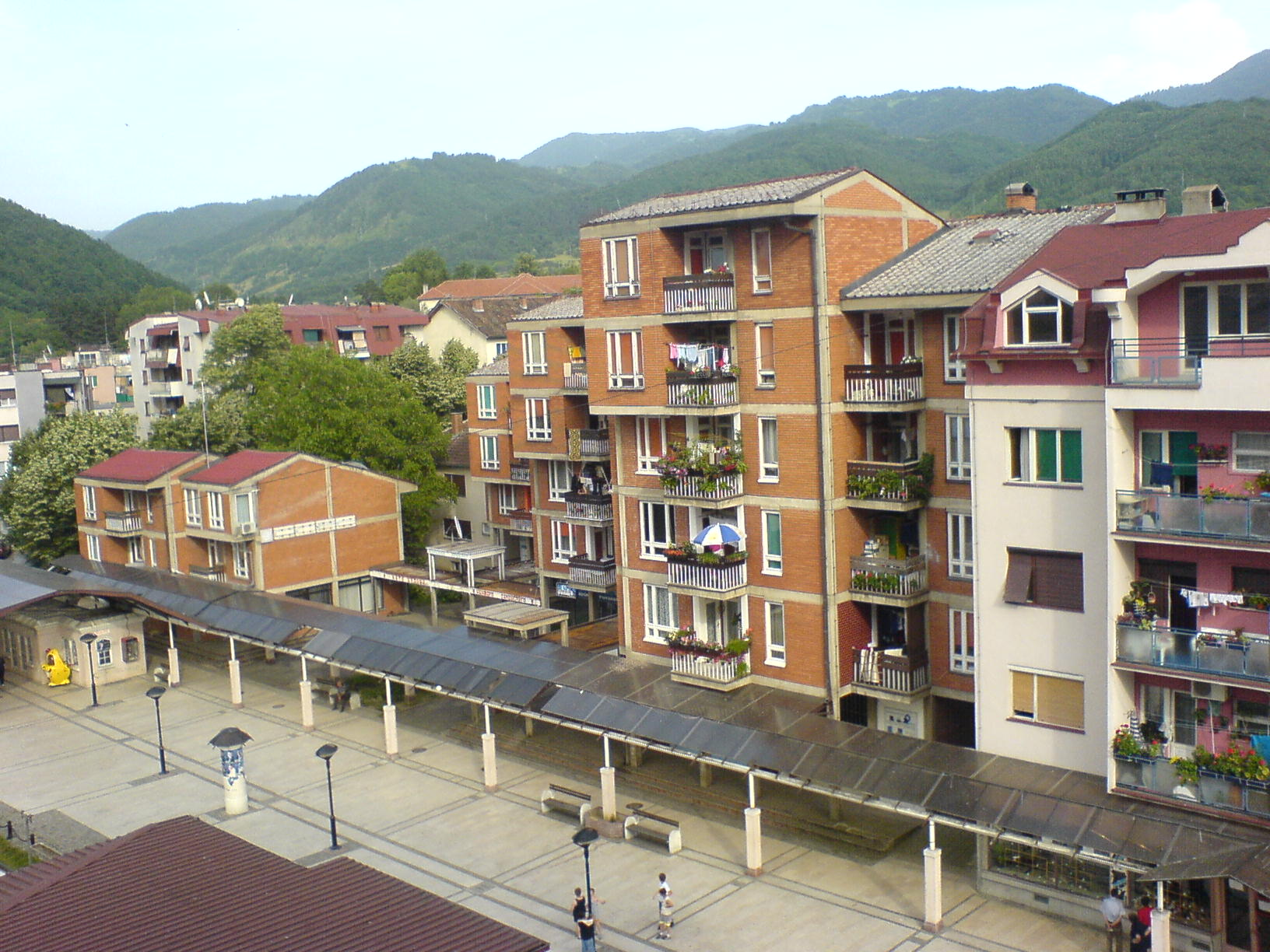

蘇爾杜利察是塞爾維亞的城鎮，由普奇尼亞州負責管轄，位於該國東南部，毗鄰與保加利亞接壤的邊境，面積628平方公里，海拔高度526米，2011年人口10,915。

## 外部連結
- Surdulica